# Relations entre l'Espagne et le Kosovo
Les relations entre le Kosovo et l'Espagne sont des relations diplomatiques ou quasi-diplomatiques entre la République du Kosovo et le Royaume d'Espagne. Une représentation kosovare existe à Madrid bien qu'il n'existe aucune ambassade espagnole au Kosovo : en effet, l'Espagne ne reconnaissant pas le Kosovo comme pays indépendant, il s'agit donc uniquement de consulats.

## Non-reconnaissance du Kosovo par l'Espagne
L'Espagne fait partie des cinq membres de l'Union européenne à ne pas reconnaitre le Kosovo, mettant en avant le respect de la Résolution 1244 du Conseil de sécurité des Nations unies de 1999 et donc de la souveraineté et l'intégrité territoriale de la Serbie. Cependant, il a été avancé que cette non-reconnaissance était due aux mouvements indépendantistes des Catalans et des Basques : en effet, soutenir l'indépendance de régions d'autres pays tandis qu'ils ne reconnaissent pas l'indépendance du pays basque et de la Catalogne serait illogique et reviendrait à reconnaitre indirectement les mouvements indépendantistes importants dans certaines de ses régions ; mais cette théorie est rejetée par le gouvernement espagnol,.